# 후토리 요이치
후토리 요이치(일본어: 太 洋一, 1982년 8월 3일 ~ )는 일본의 전 축구 선수이다.

## 구단 경력
과거 로아소 구마모토, 감바 오사카, 도쿄 베르디에서 활동하였다.